# Keyshawn Woods
Keyshawn Woods (Gastonia (Carolina del Norte), 28 de enero de 1996) es un jugador de baloncesto estadounidense que actualmente pertenece a la plantilla de los Cocodrilos de Caracas de la Superliga Profesional de Baloncesto venezolana. Con 1,91 metros de estatura, juega en las posición de escolta.

## Trayectoria deportiva

### Universidad
Jugó durante una temporada con los Charlotte 49ers de la Universidad de Carolina del Norte en Charlotte, durante la 2014-15. Tras una temporada en blanco, jugaría desde 2016 a 2018 con los Wake Forest Demon Deacons de la Universidad de Wake Forest en Winston-Salem, Carolina del Norte.   
En su última temporada universitaria, jugaría con los Ohio State Buckeyes de la Universidad Estatal de Ohio, situada en Columbus, durante la temporada 2018-19.

### Profesional
El 11 de agosto de 2019, Woods firmó con el Feyenoord Basketball de la Dutch Basketball League para la temporada 2019-20, en la que promedió 16,7 puntos, 4,6 rebotes y 3,6 asistencias por partido.
El 8 de septiembre de 2020, firmó con Polski Cukier Toruń de la Liga Polaca de Baloncesto (PLK).
El 2 de julio de 2021, firmó con GTK Gliwice de la Liga Polaca de Baloncesto, con el que promedió 11,6 puntos, 3,1 asistencias, 2,9 rebotes y 1,0 robos por partido. El 30 de noviembre de 2021, de mutuo acuerdo se marcha del conjunto polaco. 
El 19 de febrero de 2022, firma por el Iraklis BC de la A1 Ethniki, la primera categoría del baloncesto griego.
En abril de 2022, firma por el Sigortam.net Bakirköy Basket de la Türkiye 1. Basketbol Ligi, la segunda competición de baloncesto de Turquía.